# Hawley (Massachusetts)
Hawley és una població dels Estats Units a l'estat de Massachusetts. Segons el cens del 2000 tenia 336 habitants.

## Demografia
Segons el cens del 2000, Hawley tenia 336 habitants, 137 habitatges, i 99 famílies. La densitat de població era de 4,2 habitants/km².
Dels 137 habitatges en un 29,9% hi vivien nens de menys de 18 anys, en un 62% hi vivien parelles casades, en un 6,6% dones solteres, i en un 27,7% no eren unitats familiars. En el 21,2% dels habitatges hi vivien persones soles el 6,6% de les quals corresponia a persones de 65 anys o més que vivien soles. El nombre mitjà de persones vivint en cada habitatge era de 2,45 i el nombre mitjà de persones que vivien en cada família era de 2,85.
Per edats la població es repartia de la següent manera: un 23,5% tenia menys de 18 anys, un 3% entre 18 i 24, un 26,5% entre 25 i 44, un 32,1% de 45 a 60 i un 14,9% 65 anys o més.
L'edat mediana era de 44 anys. Per cada 100 dones de 18 o més anys hi havia 100,8 homes.
La renda mediana per habitatge era de 38.125 $ i la renda mediana per família de 46.875$. Els homes tenien una renda mediana de 30.833 $ mentre que les dones 23.750$. La renda per capita de la població era de 17.333$. Entorn de l'11,8% de les famílies i el 14,2% de la població estaven per davall del llindar de pobresa.